# Милета Деспотовић
Милета Деспотовић (око 1822-1880), био је командант устаничких снага у босанском устанку 1876-1878, родом из Србије, пуковник руске војске.

## Каријера

### Српска револуција и Кримски рат
Ратујући на страни Стевана Петровића Книћанина у Мађарској 1848-1849, постао је капетан, а затим одлази у Русију, где служи у гардијској коњици. У кримском рату (1853-1856) водио је нередовне чете у Влашкој и Молдавији. Пензионисан је 1872.

### Босански устанак
На свој захтев примљен је 1876. у српску војску. Министарство војно кнежевине Србије упутило га је за вођу устаника у Босни, где августа 1876. преузима команду од Голуба Бабића.
Организационо је учврстио устаничке јединице, завео дисциплину, објединио командовање, увео униформу и одликовања, покушавши да обуче и опреми 1.000 устаника као регуларну српску војску. За одрицање послушности увео је смртну казну.
Деспотовићеве војне концепције устанка - водити рат као са регуларном армијом - нису одговарале карактеру сељачког устанка. Скупштина устаника прогласила га је средином априла 1877. генералом. Половином 1877. дошао је у сукоб с угледним устаничким вођама, који успевају да сузе његова врло широка овлашћења, искључиво на војна питања. Због његовог одбијања да води герилски начин рата, на који су устаници навикли, устаници су изгубили Битку код Седла, 4. августа 1877, која је довела до војне пропасту устанка.
Био је противник стварања устаничке владе. На Берлинском конгресу учествовао је као представник босанских устаника.